# Centre médical Maïmonide
Le centre médical Maïmonide est un centre hospitalier privé à but non lucratif situé dans le quartier Borough Park de l'arrondissement de Brooklyn à New York,.